# باشگاه فوتبال استقلال در لیگ قهرمانان آسیا
این نوشتار آمار بازی‌های رسمی آسیایی و بین‌المللی باشگاه فوتبال استقلال را دربردارد. تمامی مسابقاتی که تیم فوتبال استقلال در رقابت‌های لیگ قهرمانان آسیا انجام داده است، در فهرست زیر قرار دارد. تا سال ۲۰۲۳، از ۲۱ دوره برگزاری رقابت‌های لیگ قهرمانان آسیا این تیم در ۱۲ دوره از این رقابت‌ها حضور داشته‌است.
از میان تیم‌های ایرانی تنها استقلال بود که در فرمت پیشین لیگ قهرمانان آسیا یعنی جام باشگاه‌های آسیا، دوبار قهرمان آسیا شد. استقلال اولین تیمی است که از مرحله گروهی لیگ نخبگان صعود کرده علیرضا کوشکی و محمد رضا آزادی گل های صعود استقلال را زدند در سال 2024-2025

## دوره‌ها

### ۱
استقلال که در نخستین دوره این جام به عنوان نایب قهرمان لیگ برتر فوتبال ایران ۸۱-۱۳۸۰ شرکت کرده بود، در گروه خود سوم شد و از راه‌یابی به مرحله بعد بازماند. در این دوره از هر گروه تنها تیم صدرنشین به‌طور مستقیم راهی مرحله نیمه نهایی شد و بازی‌های هر گروه به میزبانی یک کشور برگزار می‌شد و استقلال با شکست مقابل میزبان گروه خود تیم العین امارات صعود را از دست داد.

### گروهی
در این دوره از بازی‌ها استقلال با العین، السد و الهلال در گروه C هم گروه شد.

### گروه C
| تیم     | امتیاز | بازی | برد | مساوی | باخت | گل‌زده | گل‌خورده | تفاضل‌گل |
| ------- | ------ | ---- | --- | ----- | ---- | ----- | ------- | ------- |
| العین   | ۹      | ۳    | ۳   | ۰     | ۰    | ۶     | ۱       | ۵+      |
| السد    | ۳      | ۳    | ۱   | ۰     | ۲    | ۴     | ۵       | ۱-      |
| استقلال | ۳      | ۳    | ۱   | ۰     | ۲    | ۵     | ۷       | ۲-      |
| الهلال  | ۳      | ۳    | ۱   | ۰     | ۲    | ۴     | ۶       | ۲-      |

#### بازی‌های دور گروهی
| ۱۸ اسفند ۱۳۸۱ ۱ | استقلال              | ۲–۱   | السد        | العین، امارات                                                       |
|                 | سامره ۶' · خطیبی ۶۴' | گزارش | ریکاردو ۷۲' | ورزشگاه: ورزشگاه طحنون بن محمد تماشاگران: ۴٬۵۰۰ داور: تورو کامیکاوا |

| ۲۱ اسفند ۱۳۸۱ ۲ | الهلال             | ۳–۲   | استقلال               | العین، امارات                                                           |
|                 | سوفو ۳۴'، ۷۴'، ۸۵' | گزارش | خطیبی ۱۸' · سامره ۴۲' | ورزشگاه: ورزشگاه طحنون بن محمد تماشاگران: ۲٬۵۰۰ داور: سابخیدین محد صالح |

| ۲۴ اسفند ۱۳۸۱ ۳ | العین                                | ۳–۱   | استقلال   | العین، امارات                                                 |
|                 | فیصل علی ۶۵' · سانوگو ۷۶' · حریب ۷۸' | گزارش | سامره ۶۷' | ورزشگاه: ورزشگاه طحنون بن محمد تماشاگران: ۱۵٬۰۰۰ داور: لو جون |

### ۵
استقلال که در پنجمین دوره این جام به عنوان قهرمان لیگ برتر فوتبال ایران ۸۵-۱۳۸۴ شرکت کرده بود، بر اساس اعلام کنفدراسیون فوتبال آسیا بدلیل به دلیل ثبت نکردن بازیکنان خود در زمان مقرر رد صلاحیت و حذف شد. بنابراین نتایج مسابقات استقلال در مرحله گروهی حذف شده‌است.

### گروهی
در این دوره از بازی‌ها استقلال با الهلال، پاختاکور و الکویت در گروه B هم گروه شد.

### گروه B
| تیم      | امتیاز | بازی   | برد    | مساوی  | باخت   | گل‌زده  | گل‌خورده | تفاضل‌گل |
| -------- | ------ | ------ | ------ | ------ | ------ | ------ | ------- | ------- |
| الهلال   | ۸      | ۴      | ۲      | ۲      | ۰      | ۵      | ۱       | ۴+      |
| پاختاکور | ۶      | ۴      | ۲      | ۰      | ۲      | ۳      | ۵       | ۲-      |
| الکویت   | ۲      | ۴      | ۰      | ۲      | ۲      | ۲      | ۴       | ۲-      |
| استقلال  | حذف شد | حذف شد | حذف شد | حذف شد | حذف شد | حذف شد | حذف شد  | حذف شد  |

### ۷
استقلال که برای بار سوم در هفتمین دوره این جام به عنوان قهرمان جام حذفی فوتبال ایران ۸۷-۱۳۸۶ شرکت کرده بود، بخاطر عملکرد ضعیف خود در گروه خود چهارم شد و از صعود به مرحله بعد ناکام ماند.

### گروهی
در این دوره از بازی‌ها استقلال با الاتحاد، ام صلال و الجزیره در گروه C هم گروه شد.

### گروه C
| تیم     | بازی | برد | تساوی | باخت | گل‌زده | گل‌خورده | تفاضل‌گل | امتیاز |
| ------- | ---- | --- | ----- | ---- | ----- | ------- | ------- | ------ |
| الاتحاد | ۶    | ۳   | ۳     | ۰    | ۱۴    | ۴       | ۱۰+     | ۱۲     |
| ام صلال | ۶    | ۲   | ۲     | ۲    | ۶     | ۱۳      | ۷-      | ۸      |
| الجزیره | ۶    | ۰   | ۵     | ۱    | ۶     | ۷       | ۱-      | ۵      |
| استقلال | ۶    | ٠   | ۴     | ٢    | ۶     | ٨       | ٢-      | ۴      |

| الاتحاد | ام صلال | الجزیره | استقلال |
| ------- | ------- | ------- | ------- |
| —       | ۷–۰     | ۱–۱     | ۲–۱     |
| ۱–۳     | —       | ۲–۲     | ۱–۰     |
| ۰–۰     | ۰–۱     | —       | ۲–۲     |
| ۱–۱     | ۱–۱     | ۱–۱     | —       |

#### بازی‌های دور گروهی
| ۲۱ اسفند ۱۳۸۷ ۱ | الاتحاد                   | ۲–۱   | استقلال    | جده، عربستان                                                             |
| ۲۰:۳۰           | متاب ۸۹' · ابوشروآن ۳+۹۰' | گزارش | برهانی ۷۷' | ورزشگاه: ورزشگاه امیر عبدالله فیصل تماشاگران: ۱۹٬۰۰۰ داور: ماساکی ایموتو |

| ۲۸ اسفند ۱۳۸۷ ۲ | استقلال     | ۱–۱   | الجزیره    | تهران، ایران                                                 |
| ۱۵:۰۰           | کاظمی ۴+۴۵' | گزارش | بایانو ۱۰' | ورزشگاه: ورزشگاه آزادی تماشاگران: ۴۰٬۰۰۰ داور: روشن ایرماتوف |

| ۱۸ فروردین ۱۳۸۸ ۳ | ام صلال  | ۱–۰   | استقلال | دوحه، قطر                                                      |
| ۱۹:۰۰             | سزار ۶۷' | گزارش |         | ورزشگاه: ورزشگاه الغرافه تماشاگران: ۲٬۰۰۰ داور: عبدالمالک بشیر |

| ۲ اردیبهشت ۱۳۸۸ ۴ | استقلال    | ۱–۱   | ام صلال  | تهران، ایران                                                   |
| ۱۶:۰۰             | برهانی ۴۵' | گزارش | غانم ۷۰' | ورزشگاه: ورزشگاه آزادی تماشاگران: ۲۷٬۱۶۵ داور: عبدالله الهلالی |

| ۱۵ اردیبهشت ۱۳۸۸ ۵ | استقلال     | ۱–۱   | الاتحاد      | تهران، ایران                                             |
| ۱۷:۰۰              | علیزاده ۸۹' | گزارش | ابوشروآن ۸۰' | ورزشگاه: ورزشگاه آزادی تماشاگران: ۱۵٬۸۵۵ داور: محسن بسما |

| ۲۹ اردیبهشت ۱۳۸۸ ۶ | الجزیره             | ۲–۲   | استقلال                 | دبی، امارات                                                     |
| ۲۰:۳۰              | مبخوت ۴۹' · سعد ۷۰' | گزارش | علیزاده ۷۹' · شکوری ۸۴' | ورزشگاه: ورزشگاه محمد بن زاید تماشاگران: ۱٬۶۰۰ داور: سان بائوجی |

### ۸
استقلال که برای بار چهارم در هشتمین دوره این جام به عنوان قهرمان لیگ برتر فوتبال ایران ۸۸-۱۳۸۷ شرکت کرده بود، توانست بعد از صعود از مرحله گروهی، خودش را به مرحله حذفی برساند اما در یک‌هشتم نهایی تن به شکست مقابل تیم الشباب داد و از صعود به مرحله بعد بازماند.

### گروهی
در این دوره از بازی‌ها استقلال با الغرافه، الاهلی و الجزیره در گروه A هم گروه شد و به عنوان تیم دوم به مرحله حذفی صعود کرد.

### گروه A
| تیم     | بازی | برد | تساوی | باخت | گل‌زده | گل‌خورده | تفاضل‌گل | امتیاز |
| ------- | ---- | --- | ----- | ---- | ----- | ------- | ------- | ------ |
| الغرافه | ۶    | ۴   | ۱     | ۱    | ۱۱    | ۹       | ۲+      | ۱۳     |
| استقلال | ۶    | ۳   | ۲     | ۱    | ۹     | ۵       | ۴+      | ۱۱     |
| الاهلی  | ۶    | ۲   | ۰     | ۴    | ۱۱    | ۹       | ۲+      | ۶      |
| الجزیره | ۶    | ۱   | ۱     | ۴    | ۶     | ۱۴      | ۸-      | ۴      |

| الغرافه | استقلال | الاهلی | الجزیره |
| ------- | ------- | ------ | ------- |
| —       | ۱–۱     | ۳–۲    | ۴–۲     |
| ۳–۰     | —       | ۲–۱    | ۰–۰     |
| ۰–۱     | ۱–۲     | —      | ۵–۱     |
| ۱–۲     | ۲–۱     | ۰–۲    | —       |

#### بازی‌های دور گروهی
| ۴ اسفند ۱۳۸۸ ۱ | الاهلی     | ۱–۲   | استقلال        | جده، عربستان                                                                 |
| ۲۰:۲۰          | الراهب ۸۵' | گزارش | مجیدی ۱۱'، ۷۵' | ورزشگاه: ورزشگاه امیر عبدالله فیصل تماشاگران: ۱۶٬۰۰۰ داور: هیرویوشی تاکایاما |

| ۱۸ اسفند ۱۳۸۸ ۲ | استقلال | ۰–۰   | الجزیره | تهران، ایران                                                  |
| ۱۷:۳۰           |         | گزارش |         | ورزشگاه: ورزشگاه آزادی تماشاگران: ۳۲٬۰۰۰ داور: چوی میونگ یونگ |

| ۳ فروردین ۱۳۸۹ ۳ | استقلال                     | ۳–۰   | الغرافه | تهران، ایران                                                   |
| ۱۷:۳۰            | مجیدی ۱۳'، ۵۳' · منتظری ۷۹' | گزارش |         | ورزشگاه: ورزشگاه آزادی تماشاگران: ۶۰٬۰۰۰ داور: والنتین کوالنکو |

| ۱۱ فروردین ۱۳۸۹ ۴ | الغرافه          | ۱–۱   | استقلال      | دوحه، قطر                                                 |
| ۱۸:۴۵             | یونس محمود ۳+۴۵' | گزارش | سیدصالحی ۵۹' | ورزشگاه: ورزشگاه الغرافه تماشاگران: ۶٬۰۲۳ داور: پیتر گرین |

| ۲۵ فروردین ۱۳۸۹ ۵ | استقلال                  | ۲–۱   | الاهلی              | تهران، ایران                                              |
| ۱۷:۳۰             | سیدصالحی ۲۵' · صادقی ۴۴' | گزارش | سیمونز ۳۶' (پنالتی) | ورزشگاه: ورزشگاه آزادی تماشاگران: ۶۴٬۸۴۰ داور: سان بائوجی |

| ۸ اردیبهشت ۱۳۸۹ ۶ | الجزیره             | ۲–۱   | استقلال   | دبی، امارات                                                      |
| ۱۹:۴۵             | بشیر ۵۱' · احمد ۵۳' | گزارش | مجیدی ۳۸' | ورزشگاه: ورزشگاه محمد بن زاید تماشاگران: ۲٬۱۲۹ داور: مینورو توجو |

#### بازی‌های دور حذفی
| ۲۱ اردیبهشت ۱۳۸۹ ۱/۸ | الشباب                                   | ۳–۲   | استقلال                          | ریاض، عربستان                                               |
| ۲۰:۴۵                | بن سلطان ۲۲' · الطائب ۴۷' · الگیزانی ۸۸' | گزارش | اکبرپور ۲۴' (پنالتی) · کاظمی ۳۱' | ورزشگاه: ورزشگاه ملک فهد تماشاگران: ۶٬۸۵۳ داور: ماساکی توما |

### ۹
استقلال که برای بار پنجم در نهمین دوره این جام به عنوان کمک نایب‌قهرمان لیگ برتر فوتبال ایران ۸۹-۱۳۸۸ شرکت کرده بود، در گروه خود سوم سد و از صعود به مرحله حذفی بازماند.

### گروهی
در این دوره از بازی‌ها استقلال با السد، النصر و پاختاکور در گروه B هم گروه شد.

### گروه B
| تیم      | بازی | برد | تساوی | باخت | گل‌زده | گل‌خورده | تفاضل‌گل | امتیاز |
| -------- | ---- | --- | ----- | ---- | ----- | ------- | ------- | ------ |
| السد     | ۶    | ۲   | ۴     | ۰    | ۸     | ۶       | ۲+      | ۱۰     |
| النصر    | ۶    | ۲   | ۲     | ۲    | ۱۰    | ۷       | ۳+      | ۸      |
| استقلال  | ۶    | ۲   | ۲     | ۲    | ۱۱    | ۱۰      | ۱+      | ۸      |
| پاختاکور | ۶    | ۱   | ۲     | ۳    | ۸     | ۱۴      | ۶−      | ۵      |

| السد | النصر | استقلال | پاختاکور |
| ---- | ----- | ------- | -------- |
| —    | ۱–۰   | ۲–۲     | ۲–۱      |
| ۱–۱  | —     | ۲–۱     | ۴–۰      |
| ۱–۱  | ۲–۱   | —       | ۴–۲      |
| ۱–۱  | ۲–۲   | ۲–۱     | —        |

#### بازی‌های دور گروهی
| ۱۰ اسفند ۱۳۸۹ ۱ | استقلال   | ۱–۱   | السد     | تهران، ایران                                               |
| ۱۷:۳۰           | مجیدی ۲۷' | گزارش | کیتا ۸۸' | ورزشگاه: ورزشگاه آزادی تماشاگران: ۱۵٬۰۰۰ داور: کیم دونگ‌جین |

| ۲۴ اسفند ۱۳۸۹ ۲ | النصر                    | ۲–۱   | استقلال       | ریاض، عربستان                                                    |
| ۲۰:۳۰           | عبدالغني ۶۰' · حارثي ۸۱' | گزارش | عمران‌زاده ۲۱' | ورزشگاه: ورزشگاه ملک فهد تماشاگران: ۱۲٬۸۷۸ داور: عبدالله الهلالی |

| ۱۷ فروردین ۱۳۹۰ ۳ | استقلال                                            | ۴–۲   | پاختاکور           | تهران، ایران                                            |
| ۱۷:۳۰             | هوار ۱۲' · مجیدی ۲۳' · سیدصالحی ۵۷' · برهانی ۳+۹۰' | گزارش | سویچ ۴' · شیخو ۹۰' | ورزشگاه: ورزشگاه آزادی تماشاگران: ۱۷٬۶۵۴ داور: علی احمد |

| ۳۰ فروردین ۱۳۹۰ ۴ | پاختاکور                | ۲–۱   | استقلال    | تاشکند، ازبکستان                                                      |
| ۱۸:۰۰             | آندریف ۲۸' · کریمتس ۸۸' | گزارش | برهانی ۴۵' | ورزشگاه: ورزشگاه مرکزی پاختاکور تماشاگران: ۷٬۰۰۰ داور: یویچی نیشیمورا |

| ۱۳ اردیبهشت ۱۳۹۰ ۵ | السد                      | ۲–۲   | استقلال       | دوحه، قطر                                                      |
| ۱۸:۲۵              | ابراهیم ۵۴' · الحیدوس ۷۶' | گزارش | مجیدی ۶'، ۳۷' | ورزشگاه: ورزشگاه جاسم بن حمد تماشاگران: ۵٬۰۶۰ داور: بن ویلیامز |

| ۲۱ اردیبهشت ۱۳۹۰ ۶ | استقلال              | ۲–۱   | النصر      | تهران، ایران                                               |
| ۱۸:۰۰              | مجیدی ۶۲' · هوار ۸۹' | گزارش | المتوی ۶۰' | ورزشگاه: ورزشگاه آزادی تماشاگران: ۸۵٬۴۲۲ داور: ماساکی توما |

### ۱۰
استقلال به عنوان نایب‌قهرمان لیگ برتر فوتبال ایران ۹۰–۱۳۸۹ در این دوره از مسابقات حضور یافت. در سال ۲۰۱۲ پس از موفقیت در ۲ مرحله پلی‌آف و مرحله گروهی، به مرحله یک‌هشتم نهایی رسید اما در مرحله حذفی مقابل تیم سپاهان متوقف و حذف شد.

#### بازی‌های دور پلی‌آف
| ۲۱ بهمن ۱۳۹۰ ۱ | استقلال                | ۲–۰   | ذوب‌آهن | تهران، ایران                                               |
| ۱۷:۱۵          | حیدری ۲۳' · برهانی ۶۷' | گزارش |        | ورزشگاه: ورزشگاه آزادی تماشاگران: ۳۳٬۷۵۰ داور: مینورو توجو |

| ۲۹ بهمن ۱۳۹۰ ۲ | استقلال                              | ۳–۱              | الاتفاق    | تهران، ایران                                                   |
| ۱۷:۲۰          | یرکوویچ ۳۷' · حیدری ۶۲' · برهانی ۶۵' | گزارش خلاصه بازی | السالم ۵۹' | ورزشگاه: ورزشگاه آزادی تماشاگران: ۶۱٬۱۲۰ داور: والنتین کوالنکو |

### گروهی
در این دوره از بازی‌ها استقلال با الجزیره، الریان و نسف قرشی در گروه A هم گروه شد و به عنوان تیم دوم به مرحله حذفی صعود کرد.

### گروه A
| تیم      | بازی | برد | تساوی | باخت | گل‌زده | گل‌خورده | تفاضل‌گل | امتیاز |
| -------- | ---- | --- | ----- | ---- | ----- | ------- | ------- | ------ |
| الجزیره  | ۶    | ۵   | ۱     | ۰    | ۱۸    | ۱۰      | ۸+      | ۱۶     |
| استقلال  | ۶    | ۳   | ۲     | ۱    | ۸     | ۳       | ۵+      | ۱۱     |
| الریان   | ۶    | ۲   | ۰     | ۴    | ۹     | ۱۲      | ۳-      | ۶      |
| نسف قرشی | ۶    | ۰   | ۱     | ۵    | ۴     | ۱۴      | ۱۰-     | ۱      |

| الجزیره | استقلال | الریان | نسف قرشی |
| ------- | ------- | ------ | -------- |
| —       | ۱–۱     | ۳–۲    | ۴–۱      |
| ۱–۲     | —       | ۳–۰    | ۰–۰      |
| ۳–۴     | ۰–۱     | —      | ۳–۱      |
| ۲–۴     | ۰–۲     | ۰–۱    | —        |

#### بازی‌های دور گروهی
| ۱۶ اسفند ۱۳۹۰ ۱ | الریان | ۰–۱   | استقلال       | الریان، قطر                                                    |
| ۱۸:۲۰           |        | گزارش | یرکوویچ ۱+۹۰' | ورزشگاه: ورزشگاه احمد بن علی تماشاگران: ۵٬۴۲۲ داور: بن ویلیامز |

| ۱ فروردین ۱۳۹۱ ۲ | استقلال | ۰–۰   | نسف قرشی | تهران، ایران                                                   |
| ۱۹:۰۰            |         | گزارش |          | ورزشگاه: ورزشگاه آزادی تماشاگران: ۴۱٬۵۲۰ داور: عبدالله الهلالی |

| ۱۵ فروردین ۱۳۹۱ ۳ | استقلال  | ۱–۲   | الجزیره               | تهران، ایران                                               |
| ۱۹:۰۰             | زندی ۶۸' | گزارش | عبدالله ۵' · باره ۷۲' | ورزشگاه: ورزشگاه آزادی تماشاگران: ۳۶٬۷۳۵ داور: کیم دونگ‌جین |

| ۳۰ فروردین ۱۳۹۱ ۴ | الجزیره      | ۱–۱   | استقلال    | دبی، امارات                                                      |
| ۱۹:۴۵             | اولیویرا ۶۳' | گزارش | برهانی ۲۴' | ورزشگاه: ورزشگاه محمد بن زاید تماشاگران: ۴٬۵۶۲ داور: ماساکی توما |

| ۱۳ اردیبهشت ۱۳۹۱ ۵ | استقلال                                 | ۳–۰   | الریان | تهران، ایران                                           |
| ۱۹:۲۰              | برهانی ۲۳' (پنالتی)، ۳+۹۰' · شریفات ۷۶' | گزارش |        | ورزشگاه: ورزشگاه آزادی تماشاگران: ۵۳٬۷۷۴ داور: تان های |

| ۲۷ اردیبهشت ۱۳۹۱ ۶ | نسف قرشی | ۰–۲   | استقلال                          | نخشب، ازبکستان                                               |
| ۱۹:۳۰              |          | گزارش | یرکوویچ ۱۰' · جباری ۵۰' (پنالتی) | ورزشگاه: ورزشگاه مرکزی قرشی تماشاگران: ۹۲۹ داور: مینورو توجو |

### ۱۱
استقلال که برای بار ششم در یازدهم دوره این جام به عنوان قهرمان جام حذفی فوتبال ایران ۹۱-۱۳۹۰ و کمک نایب‌قهرمان لیگ برتر فوتبال ایران ۹۱-۱۳۹۰ شرکت کرده بود، توانست بعد از صعود از مرحله گروهی، خودش را به مرحله حذفی برساند اما نیمه نهایی تن به شکست مقابل تیم اف سی سئول داد و نتوانست فینالیست این دوره از لیگ قهرمانان آسیا شود.

### گروهی
در این دوره از بازی‌ها استقلال با الهلال، العین و الریان در گروه D هم گروه شد و به عنوان سرگروه به مرحله حذفی صعود کرد.

### گروه A
| تیم     | بازی | برد | تساوی | باخت | گل‌زده | گل‌خورده | تفاضل‌گل | امتیاز |
| ------- | ---- | --- | ----- | ---- | ----- | ------- | ------- | ------ |
| استقلال | ۶    | ۴   | ۱     | ۱    | ۱۱    | ۵       | ۶+      | ۱۳     |
| الهلال  | ۶    | ۴   | ۰     | ۲    | ۱۰    | ۶       | ۴+      | ۱۲     |
| العین   | ۶    | ۲   | ۰     | ۴    | ۶     | ۹       | ۳-      | ۶      |
| الریان  | ۶    | ۱   | ۱     | ۴    | ۷     | ۱۴      | ۷-      | ۴      |

| استقلال | الهلال | العین | الریان |
| ------- | ------ | ----- | ------ |
| —       | ۰–۱    | ۲–۰   | ۳–۰    |
| ۱–۲     | —      | ۲–۰   | ۳–۱    |
| ۰–۱     | ۳–۱    | —     | ۲–۱    |
| ۳–۳     | ۰–۲    | ۲–۱   | —      |

#### بازی‌های دور گروهی
| ۹ اسفند ۱۳۹۱ ۱ | الریان                                           | ۳–۳   | استقلال                                         | الریان، قطر                                                    |
| ۱۸:۲۰          | تاباتا ۳۷' (پنالتی) · عمران‌زاده '۵۸ · نیلمار ۸۷' | گزارش | ساموئل ۲۷' · برهانی ۱+۴۵' · نکونام ۸۶' (پنالتی) | ورزشگاه: ورزشگاه احمد بن علی تماشاگران: ۵٬۰۲۶ داور: بن ویلیامز |

| ۲۳ اسفند ۱۳۹۱ ۲ | استقلال                | ۲–۰   | العین | تهران، ایران                                                   |
| ۱۹:۰۰           | ساموئل ۶۴' · مجیدی ۷۳' | گزارش |       | ورزشگاه: ورزشگاه آزادی تماشاگران: ۲۱٬۳۳۰ داور: والنتین کوالنکو |

| ۱۴ فروردین ۱۳۹۲ ۳ | الهلال       | ۱–۲   | استقلال                 | ریاض، عربستان                                                          |
| ۲۰:۴۰             | الدوساری ۶۸' | گزارش | منتظری ۸۰' · برهانی ۸۶' | ورزشگاه: ورزشگاه امیر فیصل بن فهد تماشاگران: ۱۱٬۴۷۵ داور: نواف شکرالله |

| ۲۰ فروردین ۱۳۹۲ ۴ | استقلال | ۰–۱   | الهلال      | تهران، ایران                                                       |
| ۲۱:۰۰             |         | گزارش | آل عابد ۳۵' | ورزشگاه: ورزشگاه آزادی تماشاگران: ۸۰٬۳۰۰ داور: عبدالمالک عبدالبشیر |

| ۳ اردیبهشت ۱۳۹۲ ۵ | استقلال                                | ۳–۰   | الریان | تهران، ایران                                                |
| ۲۱:۰۰             | مجیدی ۴۵' · بیک‌زاده ۷۳' · برهانی ۱+۹۰' | گزارش |        | ورزشگاه: ورزشگاه آزادی تماشاگران: ۲۸٬۳۳۰ داور: آندره الحداد |

| ۱۰ اردیبهشت ۱۳۹۲ ۶ | العین | ۰–۱   | استقلال             | العین، امارات                                                     |
| ۱۹:۵۰              |       | گزارش | نکونام ۸۰' (پنالتی) | ورزشگاه: ورزشگاه طحنون بن محمد تماشاگران: ۴٬۱۷۳ داور: ماساکی توما |

#### بازی‌های دور حذفی
| ۲۵ اردیبهشت ۱۳۹۲ ۱/۸ | الشباب                         | ۲–۴              | استقلال                                         | دبی، امارات                                                     |
| ۱۹:۴۰                | لوئیز هنریکه ۲+۴۵' · ادگار ۸۵' | گزارش خلاصه بازی | ساموئل ۵۵' · نکونام ۷۲' · مجیدی ۸۰' · حیدری ۸۹' | ورزشگاه: ورزشگاه المکتوم تماشاگران: ۱۲٬۳۵۱ داور: یویچی نیشیمورا |

| ۳۰ مرداد ۱۳۹۲ ۱/۴ | استقلال  | ۱–۰              | بوریرام یونایتد | تهران، ایران                                                  |
| ۲۰:۱۵             | حیدری ۲' | گزارش خلاصه بازی |                 | ورزشگاه: ورزشگاه آزادی تماشاگران: ۹۵٬۳۰۰ داور: عبدالرحمن عبدو |

| ۲۷ شهریور ۱۳۹۲ ۱/۴ | بوریرام یونایتد | ۱–۲ (۱ – ۳ گ.ح.) | استقلال                        | بوریرام، تایلند                                                   |
| ۱۸:۰۰              | اوسمار ۳۸'      | گزارش خلاصه بازی | عمران‌زاده ۵۳' · تیموریان ۲+۹۰' | ورزشگاه: ورزشگاه نیو آی-موبایل تماشاگران: ۱۹٬۰۰۶ داور: ریوجی ساتو |

| ۳ مهر ۱۳۹۲ نیمه نهایی | اف سی سئول                    | ۲–۰              | استقلال | سئول، کره جنوبی                                                   |
| ۱۹:۳۰                 | دامیانوویچ ۳۹' · گو یوهان ۴۷' | گزارش خلاصه بازی |         | ورزشگاه: ورزشگاه جام‌جهانی سئول تماشاگران: ۱۲٬۷۷۴ داور: بن ویلیامز |

| ۱۰ مهر ۱۳۹۲ نیمه نهایی | استقلال               | ۲–۲ (۲ – ۴ گ.ح.) | اف سی سئول                                  | تهران، ایران                                                |
| ۱۹:۰۰                  | ساموئل ۵۰' · قاضی ۷۵' | گزارش خلاصه بازی | ها دائه سونگ ۳۷' · کیم جین کیو ۸۰' (پنالتی) | ورزشگاه: ورزشگاه آزادی تماشاگران: ۸۸٬۳۳۰ داور: خلیل الغامدی |

### ۱۲
استقلال که برای بار هفتم در یازدهمین دوره این جام به عنوان قهرمان لیگ برتر فوتبال ایران ۹۲-۱۳۹۱ شرکت کرده بود، در گروه خود سوم شد و از صعود به مرحله حذفی بازماند.

### گروهی
در این دوره از بازی‌ها استقلال با الشباب، الجزیره و الریان در گروه A هم گروه شد.

### گروه A
| تیم     | بازی | برد | تساوی | باخت | گل‌زده | گل‌خورده | تفاضل‌گل | امتیاز |
| ------- | ---- | --- | ----- | ---- | ----- | ------- | ------- | ------ |
| الشباب  | ۶    | ۵   | ۰     | ۱    | ۱۲    | ۸       | ۴+      | ۱۵     |
| الجزیره | ۶    | ۳   | ۱     | ۲    | ۱۲    | ۱۰      | ۲+      | ۱۰     |
| استقلال | ۶    | ۲   | ۱     | ۳    | ۷     | ۷       | ۰       | ۷      |
| الریان  | ۶    | ۱   | ۰     | ۵    | ۹     | ۱۵      | ۶-      | ۳      |

| الشباب | الجزیره | استقلال | الریان |
| ------ | ------- | ------- | ------ |
| —      | ۱–۳     | ۲–۱     | ۴–۳    |
| ۱–۲    | —       | ۰–۱     | ۳–۲    |
| ۰–۱    | ۲–۲     | —       | ۳–۱    |
| ۰–۲    | ۲–۳     | ۱–۰     | —      |

#### بازی‌های دور گروهی
| ۶ اسفند ۱۳۹۲ ۱ | استقلال | ۰–۱   | الشباب    | تهران، ایران                                           |
| ۱۹:۳۰          |         | گزارش | خلیلی ۵۸' | ورزشگاه: ورزشگاه آزادی تماشاگران: ۲۳٬۳۰۰ داور: تان های |

| ۲۰ اسفند ۱۳۹۲ ۲ | الریان   | ۱–۰   | استقلال | الریان، قطر                                                   |
| ۱۸:۲۰           | اوچه ۱۴' | گزارش |         | ورزشگاه: ورزشگاه احمد بن علی تماشاگران: ۲٬۳۹۴ داور: پیتر گرین |

| ۲۷ اسفند ۱۳۹۲ ۳ | استقلال                  | ۲–۲              | الجزیره        | تهران، ایران                                                     |
| ۱۹:۳۰           | قاضی ۱۷' · عمران‌زاده ۶۵' | گزارش خلاصه بازی | بارادا ۶'، ۵۶' | ورزشگاه: ورزشگاه آزادی تماشاگران: ۶٬۳۵۰ داور: هتیکمکانامگه پریرا |

| ۱۳ فروردین ۱۳۹۳ ۴ | الجزیره | ۰–۱              | استقلال  | دبی، امارات                                                       |
| ۱۹:۴۰             |         | گزارش خلاصه بازی | قاضی ۶۹' | ورزشگاه: ورزشگاه محمد بن زاید تماشاگران: ۱۳٬۵۵۰ داور: کیم دونگ‌جین |

| ۲۷ فروردین ۱۳۹۳ ۵ | الشباب                               | ۲–۱   | استقلال    | ریاض، عربستان                                                |
| ۲۰:۳۵             | منگازو ۸۲' (پنالتی) · الدوساری ۵+۹۰' | گزارش | برهانی ۴۷' | ورزشگاه: ورزشگاه ملک فهد تماشاگران: ۴٬۱۰۰ داور: نواف شکرالله |

| ۳ اردیبهشت ۱۳۹۳ ۶ | استقلال                 | ۳–۱   | الریان    | تهران، ایران                                                          |
| ۲۱:۰۰             | کبه ۵۴'، ۷۳' · قاضی ۶۰' | گزارش | خلفان ۸۱' | ورزشگاه: ورزشگاه آزادی تماشاگران: ۳۳۰ داور: محمد امیرالازوان بن یعقوب |

### ۱۵
استقلال به عنوان کمک نایب‌قهرمان لیگ برتر فوتبال ایران ۹۵–۱۳۹۴ در این دوره از مسابقات حضور یافت. در سال ۲۰۱۷ پس از موفقیت در مرحله پلی‌آف و مرحله گروهی، به مرحله یک‌هشتم نهایی رسید اما در مرحله حذفی مقابل تیم العین متحمل شکست سنگینی شد که نه تنها استقلال از صعود به مرحله بعد ناکام ماند بلکه این شکست سنگین در کارنامه آسیایی خود و تاریخ باشگاه استقلال پس از دربی معروف ۱۳۵۲ که منجر به شش گله شدن این تیم برابر پرسپولیس شد، به ثبت برسد.

#### بازی‌های دور پلی‌آف
| ۱۹ بهمن ۱۳۹۵ پلی‌آف                           | استقلال              | ۰–۰ (و.ا.) (۴–۳ پنالتی)                 | السد                   | تهران، ایران                                                                      |
| ۱۹:۰۰                                        | برزای '۵۲ کریمی '۱۰۶ | گزارش خلاصه بازی                        | اسماعیل '۴۶ هامرون '۶۳ | ورزشگاه: ورزشگاه آزادی تماشاگران: ۷۴٬۵۶۰ داور: احمد الکاف مرد مسابقه: ژاوی (السد) |
|                                              | ضربات پنالتی         |                                         |                        |                                                                                   |
| رضایی · ابراهیمی · قربانی · اسماعیلی · حیدری |                      | الحیدوس · ژاوی · مجید · کاسولا · بونجاح |                        |                                                                                   |

### گروهی
در این دوره از بازی‌ها استقلال با الاهلی امارات، التعاون و لوکوموتیو در گروه A هم گروه شد و به عنوان تیم دوم به مرحله حذفی صعود کرد.

### گروه A
| تیم       | بازی | برد | تساوی | باخت | گل‌زده | گل‌خورده | تفاضل‌گل | امتیاز |
| --------- | ---- | --- | ----- | ---- | ----- | ------- | ------- | ------ |
| الاهلی    | ۶    | ۳   | ۲     | ۱    | ۱۰    | ۵       | ۵+      | ۱۱     |
| استقلال   | ۶    | ۳   | ۲     | ۱    | ۱۰    | ۵       | ۵+      | ۱۱     |
| التعاون   | ۶    | ۱   | ۲     | ۳    | ۷     | ۱۲      | ۵-      | ۵      |
| لوکوموتیو | ۶    | ۱   | ۲     | ۳    | ۷     | ۱۲      | ۵-      | ۵      |

| الاهلی | استقلال | التعاون | لوکوموتیو |
| ------ | ------- | ------- | --------- |
| —      | ۲–۱     | ۰–۰     | ۴–۰       |
| ۱–۲    | —       | ۳–۰     | ۲–۰       |
| ۱–۳    | ۱–۲     | —       | ۱–۰       |
| ۲–۰    | ۱–۱     | ۴–۴     | —         |

#### بازی‌های دور گروهی
| ۲ اسفند ۱۳۹۵ ۱ | الاهلی                                | ۲–۱              | استقلال                                                          | دبی، امارات                                                                              |
| ۱۹:۴۵          | حسن '۴۱ · دیوپ ۱+۴۵'، ۹۰' · فردان '۵۵ | گزارش خلاصه بازی | برزای '۱۰ · جانواریو '۲۰ · حیدری '۵۷ · ابراهیمی ۷۴' · زکی‌پور '۸۵ | ورزشگاه: ورزشگاه الرشید تماشاگران: ۵٬۳۰۰ داور: پیتر گرین مرد مسابقه: ماخته دیوپ (الاهلی) |

| ۹ اسفند ۱۳۹۵ ۲ | استقلال                                         | ۳–۰              | التعاون  | مسقط، عمان |
| ۱۹:۰۰ | رضایی ۱' · انصاری '۴۳ · کریمی ۷۰' · پادوانی ۸۹' | گزارش خلاصه بازی | معاد '۸۷ | ورزشگاه: مجموعه ورزشی سلطان قابوس تماشاگران: ۱٬۰۵۰ داور: هیرویوکی کیمورا مرد مسابقه: لئاندرو پادوانی (استقلال) |
| یادداشت: در آن دوران مسابقات بین نمایندگان ایران و نمایندگان عربستان سعودی به دلیل روابط ایران و عربستان سعودی در کشور سوم برگزار می‌شد. |                                                 |                  |          | |

| ۲۳ اسفند ۱۳۹۵ ۳ | استقلال                   | ۲–۰              | لوکوموتیو | تهران، ایران                                                                                       |
| ۱۹:۰۰           | اسماعیلی ۳۷' · قربانی ۸۴' | گزارش خلاصه بازی |           | ورزشگاه: ورزشگاه آزادی تماشاگران: ۴۲٬۳۶۹ داور: کیم جونگ-هیئوک مرد مسابقه: فرشید اسماعیلی (استقلال) |

| ۲۲ فروردین ۱۳۹۶ ۴ | لوکوموتیو                                    | ۱–۱              | استقلال                | تاشکند، ازبکستان                                                                                   |
| ۱۵:۳۰             | بیکماجئوف ۱۳' · ماخارادزه '۳۹ · فایزیف '۴+۹۰ | گزارش خلاصه بازی | قربانی '۱۹ · رضایی ۸۷' | ورزشگاه: ورزشگاه لوکوموتیو تماشاگران: ۳٬۳۲۷ داور: ادهم مخادمه مرد مسابقه: اکرم علی‌بایف (لوکوموتیو) |

| ۵ اردیبهشت ۱۳۹۶ ۵ | استقلال                                | ۱–۱              | الاهلی                                      | تهران، ایران                                                                               |
| ۲۰:۱۵             | پادوانی '۳۸ · ابراهیمی '۴۳ · رضایی ۵۹' | گزارش خلاصه بازی | سانکور ۱۷' · هیکل '۴۶ · ناصر '۷۹ · دیوپ '۸۰ | ورزشگاه: ورزشگاه آزادی تماشاگران: ۷۶٬۴۲۸ داور: جامپی آیدا مرد مسابقه: کاوه رضایی (استقلال) |

| ۱۹ اردیبهشت ۱۳۹۶ ۶ | التعاون                                                | ۱–۲              | استقلال                                           | دوحه، قطر                                                                                              |
| ۲۰:۲۰ | السیاری ۳۶' '۵۳ · السوات '۵۸ · معاد '۶۳ · الباراکا '۸۱ | گزارش خلاصه بازی | انصاری ۱۹' · قربانی '۴۰ · رضایی ۷۶' · رحمتی '۳+۹۰ | ورزشگاه: ورزشگاه حمد بن خلیفه تماشاگران: ۳۷۵ داور: هتیکمکانامگه پریرا مرد مسابقه: کاوه رضایی (استقلال) |
| یادداشت: در آن دوران مسابقات بین نمایندگان ایران و نمایندگان عربستان سعودی به دلیل روابط ایران و عربستان سعودی در کشور سوم برگزار می‌شد. |                                                        |                  |                                                   | |

### ۱۶
استقلال به عنوان نایب‌قهرمان لیگ برتر فوتبال ایران ۹۶–۱۳۹۵ در این دوره از مسابقات حضور یافت. در سال ۲۰۱۸ پس از موفقیت در مرحله گروهی و صدرنشینی در گروه خود، در مرحله یک‌هشتم نهایی به ذوب‌آهن اصفهان رسید و آنرا شکست داد اما در مرحله یک‌چهارم نهایی مقابل تیم السد متوقف و حذف شد.

### گروهی
در این دوره از بازی‌ها استقلال با العین، الریان و الهلال در گروه D هم گروه شد و به عنوان سرگروه به مرحله حذفی صعود کرد.

### گروه D
| تیم     | بازی | برد | تساوی | باخت | گل‌زده | گل‌خورده | تفاضل‌گل | امتیاز |
| ------- | ---- | --- | ----- | ---- | ----- | ------- | ------- | ------ |
| استقلال | ۶    | ۳   | ۳     | ۰    | ۹     | ۵       | ۴+      | ۱۲     |
| العین   | ۶    | ۲   | ۴     | ۰    | ۱۰    | ۶       | ۴+      | ۱۰     |
| الریان  | ۶    | ۱   | ۳     | ۲    | ۷     | ۱۱      | ۴-      | ۶      |
| الهلال  | ۶    | ۰   | ۲     | ۴    | ۳     | ۷       | ۴-      | ۲      |

| استقلال | العین | الریان | الهلال |
| ------- | ----- | ------ | ------ |
| —       | ۱–۱   | ۲–۰    | ۱–۰    |
| ۲–۲     | —     | ۱–۱    | ۲–۱    |
| ۲–۲     | ۱–۴   | —      | ۲–۱    |
| ۰–۱     | ۰–۰   | ۱–۱    | —      |

#### بازی‌های دور گروهی
| ۲۴ بهمن ۱۳۹۶ ۱ | الریان                                                       | ۲–۲              | استقلال               | دوحه، قطر                                                                                                  |
| ۱۸:۴۰          | تاباتا '۱۳ '۸۱ ۲۸' · حمدالله ۱۸' · العلائدین '۶۲ · متعلی '۸۳ | گزارش خلاصه بازی | تاباتا'۷ · قربانی ۸۸' | ورزشگاه: ورزشگاه جاسم بن حمد تماشاگران: ۵٬۰۳۸ داور: کریشانتها دیلان پررا مرد مسابقه: احمد المقصود (الریان) |

| ۱ اسفند ۱۳۹۶ ۲ | استقلال                             | ۱–۰              | الهلال                              | السیب، عمان                                                                                   |
| ۱۹:۰۰ | حسینی '۳۷ · ابراهیمی '۴۳ · تیام ۴۶' | گزارش خلاصه بازی | الحفیظ '۵۲ · الحبسی '۶۷ · چروتی '۸۰ | ورزشگاه: ورزشگاه السیب تماشاگران: ۴٬۱۷۵ داور: ریوجی ساتو مرد مسابقه: مامه بابا تیام (استقلال) |
| یادداشت: در آن دوران مسابقات بین نمایندگان ایران و نمایندگان عربستان سعودی به دلیل روابط ایران و عربستان سعودی در کشور سوم برگزار می‌شد. |                                     |                  |                                     |                                                                                               |

| ۱۵ اسفند ۱۳۹۶ ۳ | العین                                          | ۲–۲              | استقلال                               | العین، امارات |
| ۱۸:۵۰           | برگ ۶۳''۷۶ · خلیل ۸۹' (پنالتی) · الحبابی '۲+۹۰ | گزارش خلاصه بازی | چشمی '۲۲ · تیام ۵۲'، ۷۸' · منتظری '۸۷ | ورزشگاه: ورزشگاه هزاع بن زاید تماشاگران: ۱۰٬۰۳۶ داور: محمد امیرول ایزوان یعقوب مرد مسابقه: مامه بابا تیام (استقلال) |

| ۲۱ اسفند ۱۳۹۶ ۴ | استقلال                            | ۱–۱              | العین                               | تهران، ایران                                                                                   |
| ۱۹:۰۰           | تیام ۴۲' (پنالتی) · اسماعیلی '۵+۹۰ | گزارش خلاصه بازی | بارمان '۳۲ · عیسی '۴۱ · شیوتانی ۷۸' | ورزشگاه: ورزشگاه آزادی تماشاگران: ۹۰٬۰۰۰ داور: لیو کواک من مرد مسابقه: تسوکاسا شیوتانی (العین) |

| ۱۳ فروردین ۱۳۹۷ ۵ | استقلال                                                    | ۲–۰              | الریان             | تهران، ایران                                                                                 |
| ۲۰:۰۰             | جپاروف ۴' · چشمی '۳۸ · غفوری ۵۸' (پنالتی) · ابراهیمی '۳+۹۰ | گزارش خلاصه بازی | ویرا '۳۴ هارون '۷۲ | ورزشگاه: ورزشگاه آزادی تماشاگران: ۳۷٬۲۲۱ داور: کیم دونگ‌جین مرد مسابقه: سرور جپاروف (استقلال) |

| ۲۷ فروردین ۱۳۹۷ ۶ | الهلال                | ۰–۱              | استقلال   | کویت، کویت                                                                                                   |
| ۲۰:۱۵ | الخبیری '۳۳ فلاته '۸۶ | گزارش خلاصه بازی | غفوری ۳۶' | ورزشگاه: ورزشگاه باشگاه ورزشی الکویت تماشاگران: ۴٬۵۰۰ داور: هیرویوکی کیمورا مرد مسابقه: وریا غفوری (استقلال) |
| یادداشت: در آن دوران مسابقات بین نمایندگان ایران و نمایندگان عربستان سعودی به دلیل روابط ایران و عربستان سعودی در کشور سوم برگزار می‌شد. |                       |                  |           | |

#### بازی‌های دور حذفی
| ۱۸ اردیبهشت ۱۳۹۷ ۱/۸ | ذوب‌آهن                                                      | ۱–۰              | استقلال                  | اصفهان، ایران                                                |
| ۱۹:۱۵                | نژادمهدی '۵۲ '۱+۹۰ · استنلی '۲+۹۰ · گولسیانی ۲+۹۰' (پنالتی) | گزارش خلاصه بازی | شجاعیان '۲۲ اسماعیلی '۹۰ | ورزشگاه: ورزشگاه فولادشهر تماشاگران: ۱۰٬۱۶۰ داور: جامپی آیدا |

| ۲۵ اردیبهشت ۱۳۹۷ ۱/۸ | استقلال                     | ۳–۱ (۳ – ۲ گ.ح.) | ذوب‌آهن      | تهران، ایران                                              |
| ۲۰:۴۵                | تیام ۱۱' (پنالتی)، ۴۱'، ۶۴' | گزارش خلاصه بازی | حدادی‌فر ۶۵' | ورزشگاه: ورزشگاه آزادی تماشاگران: ۷۵٬۶۸۰ داور: احمد الکاف |

| ۵ شهریور ۱۳۹۷ ۱/۴ | استقلال                                     | ۱–۳              | السد                                           | تهران، ایران                                                                           |
| ۲۰:۳۰             | برشام'۱۲ نویمایر '۴۲ سهرابیان '۴۷ باقری '۶۴ | گزارش خلاصه بازی | یونگ '۲۴ · عفیف ۶۰' · بونجاح ۶۵'، ۷۴' (پنالتی) | ورزشگاه: ورزشگاه آزادی تماشاگران: ۷۸٬۱۱۶ داور: ما نینگ مرد مسابقه: بغداد بونجاح (السد) |

| ۲۶ شهریور ۱۳۹۷ ۱/۴ | السد                                          | ۲–۲ (۵ – ۳ گ.ح.) | استقلال                                                            | دوحه، قطر                                                            |
| ۲۰:۳۰              | عفیف ۲۷' · ابوبکر '۸۱ · بونجاح ۱+۹۰' (پنالتی) | گزارش خلاصه بازی | چشمی '۲۲ '۵۱ · باقری ۳۳' · تبریزی ۴۹' · اسماعیلی '۸۶ · رحمتی '۱+۹۰ | ورزشگاه: ورزشگاه جاسم بن حمد تماشاگران: ۶٬۴۶۲ داور: محمد تقی الجعفری |

### ۱۷
استقلال که برای بار دهم در هفدهمین دوره این جام به عنوان قهرمان جام حذفی فوتبال ایران ۹۷–۱۳۹۶ و کمک نایب‌قهرمان لیگ برتر فوتبال ایران ۹۷–۱۳۹۶ شرکت کرده بود، در گروه خود سوم سد و از صعود به مرحله حذفی بازماند.

### گروهی
در این دوره از بازی‌ها استقلال با الهلال، الدحیل و العین در گروه C هم گروه شد.

### گروه C
| تیم     | بازی | برد | تساوی | باخت | گل‌زده | گل‌خورده | تفاضل‌گل | امتیاز |
| ------- | ---- | --- | ----- | ---- | ----- | ------- | ------- | ------ |
| الهلال  | ۶    | ۴   | ۱     | ۱    | ۱۰    | ۵       | ۵+      | ۱۳     |
| الدحیل  | ۶    | ۲   | ۳     | ۱    | ۱۱    | ۸       | ۳+      | ۹      |
| استقلال | ۶    | ۲   | ۲     | ۲    | ۶     | ۸       | ۲-      | ۸      |
| العین   | ۶    | ۰   | ۲     | ۴    | ۴     | ۱۰      | ۶-      | ۲      |

| الهلال | الدحیل | استقلال | العین |
| ------ | ------ | ------- | ----- |
| —      | ۳–۱    | ۱–۰     | ۲–۰   |
| ۲–۲    | —      | ۳–۰     | ۲–۲   |
| ۲–۱    | ۱–۱    | —       | ۱–۱   |
| ۰–۱    | ۰–۲    | ۱–۲     | —     |

#### بازی‌های دور گروهی
| ۱۴ اسفند ۱۳۹۷ ۱ | الدحیل                                           | ۳–۰              | استقلال               | دوحه، قطر                                                                                                 |
| ۱۸:۴۵           | یاسر '۳۲ · بن عطیه ۵۶' · العربی ۷۳' · عفیف ۱+۹۰' | گزارش خلاصه بازی | نورافکن '۲۷ غفوری '۶۵ | ورزشگاه: ورزشگاه عبدالله بن خلیفه تماشاگران: ۶٬۸۸۸ داور: روشن ایرماتوف مرد مسابقه: شویا ناکاجیما (الدحیل) |

| ۲۱ اسفند ۱۳۹۷ ۲ | استقلال                      | ۱–۱              | العین                          | تهران، ایران                                                                                |
| ۱۹:۰۰           | باقری '۱۹ ۵۳' · اسماعیلی '۸۲ | گزارش خلاصه بازی | شیوتانی ۸۵' · عبدالرحمان '۱+۹۰ | ورزشگاه: ورزشگاه آزادی تماشاگران: ۶۵٬۱۷۸ داور: احمد الکاف مرد مسابقه: فرشید باقری (استقلال) |

| ۱۹ فروردین ۱۳۹۸ ۳ | استقلال                                                              | ۲–۱              | الهلال                   | دوحه، قطر                                                                                   |
| ۲۱:۳۰ | کریمی ۵' '۱۹ · منتظری ۳۰' · دانشگر '۵۱ · اسماعیلی '۵۶ · زکی‌پور '۵+۹۰ | گزارش خلاصه بازی | البولاهی '۳۲ · گومیس ۷۲' | ورزشگاه: ورزشگاه حمد بن خلیفه تماشاگران: ۹۴۷ داور: کریس بیس مرد مسابقه: علی کریمی (استقلال) |
| یادداشت: در آن دوران مسابقات بین نمایندگان ایران و نمایندگان عربستان سعودی به دلیل روابط ایران و عربستان سعودی در کشور سوم برگزار می‌شد. |                                                                      |                  |                          |                                                                                             |

| ۳ اردیبهشت ۱۳۹۸ ۴ | الهلال                                                          | ۱–۰              | استقلال                                  | ابوظبی، امارات                                                  |
| ۱۹:۳۰ | العابد '۲۵ '۵۲ · البورایک '۴۸ · جیووینکو ۵۱' '۸۸ · الشهرانی '۷۴ | گزارش خلاصه بازی | منشا '۱۵ دانشگر '۳۰ شجاعیان '۴۵ چشمی '۶۰ | ورزشگاه: ورزشگاه محمد بن زاید تماشاگران: ۲٬۲۱۲ داور: ریوجی ساتو |
| یادداشت: در آن دوران مسابقات بین نمایندگان ایران و نمایندگان عربستان سعودی به دلیل روابط ایران و عربستان سعودی در کشور سوم برگزار می‌شد. |                                                                 |                  |                                          |                                                                 |

| ۱۶ اردیبهشت ۱۳۹۸ ۵ | استقلال                              | ۱–۱              | الدحیل     | تهران، ایران                                                                                    |
| ۲۰:۳۰              | شجاعیان '۷ · چشمی ۵۴' · سهرابیان '۶۵ | گزارش خلاصه بازی | جونیور ۵۵' | ورزشگاه: ورزشگاه آزادی تماشاگران: ۳۷٬۴۰۰ داور: ادهم مخادمه مرد مسابقه: سید حسین حسینی (استقلال) |

| ۳۰ اردیبهشت ۱۳۹۸ ۶ | العین                               | ۱–۲              | استقلال                                            | العین، امارات                                                                                       |
| ۲۲:۳۰              | برگ ۱۳' '۳۸ · کایو '۳۴ · جمعه '۳+۹۰ | گزارش خلاصه بازی | دانشگر ۲۲' '۷۸ · تبریزی ۴۶' · پاتوسی'۴۷ · چشمی '۵۰ | ورزشگاه: ورزشگاه هزاع بن زاید تماشاگران: ۱٬۱۲۶ داور: مینورو توجو مرد مسابقه: مرتضی تبریزی (استقلال) |

### ۱۸
استقلال به عنوان کمک نایب‌قهرمان لیگ برتر فوتبال ایران ۹۸–۱۳۹۷ در این دوره از مسابقات حضور یافت. در سال ۲۰۲۰ پس از موفقیت در مرحله پلی‌آف و مرحله گروهی، به مرحله یک‌هشتم نهایی رسید اما در مرحله حذفی مقابل تیم پاختاکور متحمل شکست شد و از صعود به دور بعد بازماند.

#### بازی‌های دور پلی‌آف
| ۵ بهمن ۱۳۹۸ ۱ | استقلال                                                            | ۳–۰              | الکویت               | دبی، امارات                                                     |
| ۱۷:۵۰         | ریگی '۱۷ · دیاباته ۲۷'، ۵۴' · غفوری ۵۹' · کریمی '۷۷ · طاهرخانی '۷۸ | گزارش خلاصه بازی | عباس '۴۵ بیسمارک '۵۲ | ورزشگاه: ورزشگاه آل مکتوم تماشاگران: ۳٬۴۲۰ داور: نظمی ناصرالدین |

| ۸ بهمن ۱۳۹۸ ۲ | الریان                                | ۰–۵              | استقلال                                                                  | دوحه، قطر                                                                                        |
| ۱۸:۴۵         | مفتاح '۵۶ السید '۵۷ یونس '۸۲ حاتم '۸۷ | گزارش خلاصه بازی | دیاباته ۹' · قایدی ۴۰'، ۴۷' · دانشگر '۸۳ · مطهری ۸۴'، ۱+۹۰' · رضاوند '۸۷ | ورزشگاه: ورزشگاه جاسم بن حمد تماشاگران: ۱٬۸۱۱ داور: مینورو توجو مرد مسابقه: مهدی قایدی (استقلال) |

### گروهی
در این دوره از بازی‌ها استقلال با الاهلی، الشرطه و الوحده در گروه A هم گروه شد و به عنوان تیم دوم گروه به مرحله حذفی راه یافت.

### گروه A
| تیم     | بازی          | برد           | تساوی         | باخت          | گل‌زده         | گل‌خورده       | تفاضل‌گل       | امتیاز        |
| ------- | ------------- | ------------- | ------------- | ------------- | ------------- | ------------- | ------------- | ------------- |
| الاهلی  | ۴             | ۲             | ۰             | ۲             | ۴             | ۶             | ۲-            | ۶             |
| استقلال | ۴             | ۱             | ۲             | ۱             | ۶             | ۴             | ۲+            | ۵             |
| الشرطه  | ۴             | ۱             | ۲             | ۱             | ۴             | ۴             | ۰             | ۵             |
| الوحده  | کناره‌گیری کرد | کناره‌گیری کرد | کناره‌گیری کرد | کناره‌گیری کرد | کناره‌گیری کرد | کناره‌گیری کرد | کناره‌گیری کرد | کناره‌گیری کرد |

| الاهلی | استقلال | الشرطه | الوحده |
| ------ | ------- | ------ | ------ |
| —      | ۲–۱     | ۱–۰    |        |
| ۳–۰    | —       | ۱–۱    |        |
| ۲–۱    | ۱–۱     | —      | ۰–۱    |
| ۱–۱    |         |        | —      |

- باشگاه فوتبال الوحده به دلیل مثبت بودن تست بازیکنانش مربوط به بیماری کروناویروس ۲۰۱۹ نتوانست به قطر برای ادامه رقابت‌ها سفر کند.[۱] پس از این، آنها تصمیم به انصراف از رقابت‌ها گرفتند و کنفدراسیون فوتبال آسیا تمامی نتایج قبلی این تیم را باطل کرد.[۲]

#### بازی‌های دور گروهی
| ۲۱ بهمن ۱۳۹۸ ۱ | الشرطه            | ۱–۱              | استقلال           | اربیل، عراق                                                                                      |
| ۱۸:۰۰          | فائز ۴۷' (پنالتی) | گزارش خلاصه بازی | رضاوند '۴ کاظم'۲۴ | ورزشگاه: ورزشگاه فرانسو حریری تماشاگران: ۶٬۷۵۰ داور: احمد العلی مرد مسابقه: وریا غفوری (استقلال) |

| ۲۸ بهمن ۱۳۹۸ ۲ | الاهلی                                                                        | ۲–۱              | استقلال                         | کویت، کویت                                                                                         |
| ۱۹:۰۰          | الموشر ۱۷' (پنالتی)، ۲۹' · المجهد '۲۷ · الاسمری '۳۴ · هندی '۵۲ · بلایلی '۱+۹۰ | گزارش خلاصه بازی | چشمی '۱ · مطهری ۲۲' · غفوری '۴۱ | ورزشگاه: ورزشگاه جابر الاحمد تماشاگران: ۶٬۷۴۰ داور: کو هیونگ جین مرد مسابقه: سلمان الموشر (الاهلی) |

| ۳۰ شهریور ۱۳۹۹ ۳ | استقلال                                        | ۱–۱              | الشرطه                                             | دوحه، قطر                                                                                       |
| ۲۲:۳۰            | رضاوند '۱۶ · میلیچ '۳۲ · غفوری '۳۶ · مطهری ۶۸' | گزارش خلاصه بازی | فیاض ۲۶' · حسین '۲۷ · عبدالامیر '۸۹ · الزامل '۳+۹۰ | ورزشگاه: ورزشگاه بین‌المللی خلیفه تماشاگران: ۰ داور: کو هیونگ جین مرد مسابقه: احمد باسل (الشرطه) |

| ۲ مهر ۱۳۹۹ ۴ | استقلال                                         | ۳–۰              | الاهلی       | الوکره، قطر                                                                             |
| ۱۸:۳۰        | قایدی ۲۹' · میلیچ '۳۱ · کریمی ۳۹' · دیاباته ۵۴' | گزارش خلاصه بازی | عبدالغنی '۴۹ | ورزشگاه: ورزشگاه الجنوب تماشاگران: ۰ داور: ادهم مخادمه مرد مسابقه: مهدی قایدی (استقلال) |

#### بازی‌های دور حذفی
| ۵ مهر ۱۳۹۹ ۱/۸ | پاختاکور                          | ۲–۱              | استقلال                                                                   | الوکره، قطر                                                                              |
| ۲۱:۱۵          | کریمتس '۵ · چران ۴۳' · دردیوک ۴۷' | گزارش خلاصه بازی | مطهری '۴ · کریمی ۳۲' · دانشگر '۷۵ · رضاوند '۷۷ · زکی‌پور '۸۷ · قایدی '۲+۹۰ | ورزشگاه: ورزشگاه الجنوب تماشاگران: ۰ داور: احمد الکاف مرد مسابقه: دراگان چران (پاختاکور) |

### ۱۹
باشگاه فوتبال استقلال با حضور در لیگ قهرمانان ۲۰۲۱ سیزدهمین حضور خود در این دوره از مسابقات را تجربه کرد. استقلال به عنوان نایب‌قهرمان لیگ برتر فوتبال ایران ۱۴۰۰–۱۳۹۹ در این دوره از مسابقات حضور یافت. در سال ۲۰۲۱ پس از موفقیت در مرحله مرحله گروهی، به مرحله یک‌هشتم نهایی رسید اما در مرحله حذفی مقابل تیم الهلال متحمل شکست شد و از صعود به دور بعد بازماند.

### گروهی
در این دوره از بازی‌ها استقلال با الدحیل، الاهلی و الشرطه در گروه C هم گروه شد و به عنوان سرگروه به مرحله حذفی راه یافت.

## آمار تیمی

### عملکرد فصل به فصل
| #  | فصل     | نتیجه         | بازی | برد | مساوی | باخت | گل‌ زده | گل خورده | بهترین گلزن تعداد گل                 |
| -- | ------- | ------------- | ---- | --- | ----- | ---- | ------ | -------- | ------------------------------------ |
| ۱  | ۰۳–۲۰۰۲ | مرحله گروهی   | ۳    | ۱   | ۰     | ۲    | ۵      | ۷        | علی سامره (۳)                        |
| ۷  | ۲۰۰۹    | مرحله گروهی   | ۶    | ۰   | ۴     | ۲    | ۶      | ۸        | آرش برهانی (۲) علی علیزاده (۲)       |
| ۸  | ۲۰۱۰    | یک‌هشتم نهایی  | ۷    | ۳   | ۲     | ۲    | ۱۱     | ۸        | فرهاد مجیدی (۵)                      |
| ۹  | ۲۰۱۱    | مرحله گروهی   | ۶    | ۲   | ۲     | ۲    | ۱۱     | ۱۰       | فرهاد مجیدی (۵)                      |
| ۱۰ | ۲۰۱۲    | یک‌هشتم نهایی  | ۹    | ۵   | ۲     | ۲    | ۱۳     | ۶        | آرش برهانی (۵)                       |
| ۱۱ | ۲۰۱۳    | نیمه نهایی    | ۱۲   | ۷   | ۳     | ۲    | ۲۰     | ۱۲       | جی‌لوید ساموئل (۴)                    |
| ۱۲ | ۲۰۱۴    | مرحله گروهی   | ۶    | ۲   | ۱     | ۳    | ۷      | ۷        | محمد قاضی (۳)                        |
| ۱۵ | ۲۰۱۷    | یک‌هشتم نهایی  | ۹    | ۴   | ۳     | ۲    | ۱۲     | ۱۱       | کاوه رضایی (۶)                       |
| ۱۶ | ۲۰۱۸    | یک‌چهارم نهایی | ۱۰   | ۴   | ۴     | ۲    | ۱۵     | ۱۲       | مامه بابا تیام (۷)                   |
| ۱۷ | ۲۰۱۹    | مرحله گروهی   | ۶    | ۲   | ۲     | ۲    | ۶      | ۸        | ۶ بازیکن (۱)                         |
| ۱۸ | ۲۰۲۰    | یک‌هشتم نهایی  | ۹    | ۳   | ۲     | ۲    | ۱۵     | ۶        | شیخ دیاباته (۴) امیرارسلان مطهری (۴) |